# Beilschmiedia acuta
Espèce
Synonymes
- Beilschmiedia acutifolia (Engl. & K.Krause) Robyns & R.Wilczek[1]
- Tylostemon acutifolius Engl. & K.Krause[1]

Beilschmiedia acuta est une espèce de plantes à fleurs de la famille des Lauraceae et du genre Beilschmiedia, présente au Cameroun.

## Utilisation
Beilschmiedia acuta est une plante médicinale, traditionnellement utilisée dans le traitement des infections bactériennes.